# 我很好，愛死你！
《我很好，愛死你》（ไอฟาย..แต๊งกิ้ว..เลิฟยู้，英文：I Fine..Thank You..Love You）為泰國2014年浪漫喜劇電影（其他地區：2015年），導演為Mez Tharatorn.。男主角為桑尼·蘇莞門坦諾（Sunny Suwanmethanont，ซันนี่ สุวรรณเมธานนท์），女主角為波麗雀亞・彭檀娜妮可（Ice Preechaya Pongthananikorn，ปรีชญา พงษ์ธนานิกร），女配角為蒼井空（Sora Aoi，蒼井 そら,）。令人感到意外的是：電影雖然票房稍遜，但片中之「化妝舞」潮流風靡於臺灣、韓國，與韓國PSY之Gangnam Style可作互相比較。

## 戲名緣由
為什麼戲名為「I Fine..Thank You..Love You」？根據GTH導演解釋，

## 故事摘要
日本女孩Kaya（蒼井空飾演）因泰籍男朋友Yim(Pronounced Jim)（桑尼·蘇莞門坦諾飾演）未能互相分別以英語及泰語與對方溝通，而希望與男朋友分手，且到美國工作。阿Yim於是決心贏回Kaya之心，並拼命由私人導師Ms. Pleng（萍老師，Tutor Pleng）（波麗雀亞・彭檀娜妮可飾演）那兒速學英語. Unbeknownst to Yim, Ms. Pleng is a Kaya's good friend. Can Yim learn English and win back his love?

## 主題曲
Walk You Home

## 票房
泰國奪冠

## 外部連結
- 互联网电影数据库（IMDb）上《我很好…愛死你》的资料（英文）